# Pierre Josserand
Pierre Josserand  (* 18. Januar 1898 in Trouville; † 23. April 1972 in Paris) war ein französischer  Bibliothekar, Romanist und Literaturwissenschaftler.

## Leben und Werk
Josserand machte  Abitur in Le Havre und studierte an der Sorbonne bei Paul Hazard. Er war von 1931 bis 1968 Bibliothekar an der Bibliothèque nationale de France und von 1968 bis 1972 an der Bibliothek Spoelberch de Lovenjoul in Chantilly.

Josserand war von 1953 bis 1955 Präsident der Association des bibliothécaires de France (ABF). Er gab 25 Jahre lang das Bulletin critique du livre français heraus und war Generalsekretär und Vizepräsident der Association internationale des études françaises (AIEF), ferner  Redakteur der Zeitschrift Critique (ab 1946).

## Schriften
- mit Pierre Trahard: Bibliographie des oeuvres de Prosper Mérimée. Paris 1929, New York 1971.
- mit Pierre Lambert: Catalogue de reliures du XVe au XIXe siècle en vente à la librairie Gumuchian. Paris 1929.
- mit Pierre Lambert: Les livres de l'enfance du XVe au XIXe siècle. 2 Bände. Paris 1930.
- mit Jean Mallion, Maurice Parturier (Hrsg.): Prosper Mérimée: Correspondance générale. 17 Bände. Paris, Toulouse 1941–1964; Correspondance générale 1822–1840. 2 Bände. Toulouse 1972.
- Hrsg.: Mémoires du comte Horace de Viel-Castel sur le règne de Napoléon III 1851–1864. 2 Bände. Paris 1942, 1979–1980.
- Hrsg.: Prosper Mérimée: Carmen. Arsène Guillot. L'Abbé Aubain. Paris 1947.
- Table générale de la Revue d'histoire littéraire de la France années 1909–1939. Genf 1953.
- Hrsg.: Alexandre Dumas: Mes mémoires. 5 Bände. Paris 1954–1968, 1989.
- mit Philippe Adrien Van Tieghem (Hrsg.): Dictionnaire des littératures. 3 Bände. Paris 1968, 1984.
- Hrsg.: Prosper Mérimée: Chronique du règne de Charles IX. Paris 1969, 1977.
- Hrsg.: Prosper Mérimée: Nouvelles complètes. 2 Bände. Paris 1973–1974, 1980–1988, 2010.
- mit Robert Carlier, Samuel S. de Sacy (Hrsg.): Larousse des citations françaises et étrangères. Paris 1975; Dictionnaire des citations françaises. Paris 1977, 2007.